# Brink (Hannover)
Brink è una frazione (Stadtteil) della città di Hannover, nel land della Bassa Sassonia, in Germania.

## Storia
Già comune autonomo nel circondario di Hannover, fu soppresso e incorporato a Langenforth il 1º novembre 1935.
Insieme con Langenforth, fu unito a Langenhagen il 1º aprile 1938.
Dal 2 ottobre 1944 al 6 gennaio 1945 fu sede del campo di concentramento di Hannover-Langenhagen.
Sviluppatasi come zona portuale, industriale e commerciale, nel 1974 passò al comune di Hannover con il nome di Brink-Hafen.
Fa parte del quartiere (Stadtbezirk) Nord.